# Anne Meacham
Anne Meacham  est une actrice américaine née le 21 juillet 1925 à Chicago (États-Unis) et morte le 12 janvier 2006 à Canaan (État de New York, États-Unis).
Elle débuta au théâtre à New York, et joua notamment dans des pièces de Tennessee Williams.
Elle apparaît dans de nombreuses séries télévisées américaines, en particulier dans Another World où elle joue le rôle de Louise Goddard Brooks de 1972 à 1982.

## Filmographie (cinéma)
(à compléter) : 
- 1964 : Lilith de Robert Rossen
- 1972 : Dear Dead Delilah de John Farris
- 1974 : Seizure de Oliver Stone
- 1975 : Seeds of Evil de James H. Kay